# Agence nationale de l'aviation civile (Niger)
Pour les articles homonymes, voir Agence nationale de l'aviation civile.
L'Agence Nationale de l'Aviation Civile (ANAC-Niger) est l'agence de l'aviation civile du Niger. L'ANAC a son siège à Niamey.